# Ländler
De Ländler is een Oostenrijkse volksdans die ook andere namen heeft, zoals Landler, Länderer, Dreher, Steirischer, Schleuniger, Almerischer en Landlerischer. De naam Landler is een verkorting van Ländlicher Tanz ("landelijke dans").
Het is een dans die in Oostenrijk ontstaan is en ook veel in Zuid-Duitsland en Zwitserland gedanst wordt. De Ländler bestaat in ieder geval sinds 1800. 
Het is een dans met een behoorlijke drive en pittig karakter. De dansparen voeren figuren uit die soms behoorlijk ingewikkeld zijn. De dans vindt meestal in de driekwarts maat plaats, soms ook in de tweekwartsmaat zoals de Salzkammergut-Ländler of in 7/8 maat zoals de Innviertler Ländler. De danspassen bij de Ländler worden meestal geïmproviseerd. De Ländler- dans wordt vaak begeleid door een speciaal soort van Oostenrijkse zang, het zogenaamde Gstanzl-Singen, maar ook het bekender jodelen. Daarnaast wordt er vaak geklapt en gestampt en heeft de Landler daardoor een associatie met de Schuhplattler.
De Ländler is een dans waarin je jezelf laat zien aan het andere geslacht. De jongen/man laat met de dans zien hoe behendig hij is in de dans aan het meisje/vrouw en probeert haar hiermee te versieren. De dans komt in die hoedanigheid voor in de film The Sound of Music uit 1965.
Enkele klassieke componisten schreven Ländler of gebruikten Ländler als onderdeel van hun werken, zoals Ludwig van Beethoven, Franz Schubert en Anton Bruckner.